# Bosnie-Herzégovine aux Jeux mondiaux de 2017
Cet article contient des informations sur la participation et les résultats de la Bosnie-Herzégovine aux Jeux mondiaux de 2017 à Wrocław en Pologne.

## Médailles

### Or
| Sport             | Discipline | Sportifs |
| Médaille d'or : 0 |            |          |

### Argent
| Sport                                    | Discipline   | Sportifs        |
| Médaille d'argent : 0 (+1 démonstration) |              |                 |
| Kick-boxing (dem.)                       | Hommes 86 kg | Mesud Selimović |

### Bronze
| Sport                  | Discipline | Sportifs |
| Médaille de bronze : 0 |            |          |